# Associazione Calcio Reggiana 1959-1960
Questa voce raccoglie le informazioni riguardanti l'Associazione Calcio Reggiana nelle competizioni ufficiali della stagione 1959-1960.

## Stagione
Nella stagione 1959-1960 la Reggiana disputa il campionato di Serie B, un torneo con 20 squadre che prevede tre promozioni e tre retrocessioni, con 39 punti la squadra granata ottiene il quinto posto con il Mantova, salgono in Serie A il Torino che vince il campionato con 51 punti, il Lecco ed il Catania, scendono in Serie C il Taranto, il Modena ed il Cagliari. In Coppa Italia dopo aver superato il Mantova al primo turno, il Modena al secondo turno, eliminazione dei granata agli Ottavi di Finale con l'Inter.
 Inizio al fulmicotone della nuova Reggiana di Luigi Del Grosso, dopo la sconfitta d'esordio arrivano cinque vittorie di fila, la squadra granata schiera il nuovo portiere Giandomenico Baldisseri (verrà convocato per la Nazionale ai giochi olimpici di Roma), e si avvale anche del ritorno del terzino Denis Brunazzi (già alla Triestina e all'Inter), un altro terzino arriva dal Chieti, si tratta di Enrico Spinosi, mentre dal Vittorio Veneto arrivano la punta Ilario Castagner e l'ala Agostino De Nardi. Lasciano Reggio i difensori Giampiero Grevi che va al Palermo e Mauro Gatti che va all'Inter.
Più tardi verrà inserito in rosa l'esperto centromediano Luigi Bertoli e si festeggia il ritorno dal Monza di Aldo Catalani. Come detto i granata vincono cinque delle prime sei gare, compreso il derby del Tardini con il Parma, che costringe i crociati a soccombere per la seconda volta consecutiva per (1-0), stavolta con un gol di Mario Pistacchi per i granata.
Col Torino il 22 novembre del 1959 (1-1) si infortuna Dimitri Pinti e la Reggiana arranca nelle partite seguenti, poi si rilancia col nuovo anno anche grazie al suo ritorno. Pinti risulterà il miglior marcatore stagionale con 13 reti in campionato. Col Catania al Mirabello il 27 marzo 1960, la Reggiana deve riporre le speranze di promozione, a causa del pari provocato da un gol (in sospetta posizione di fuorigioco) dell'etneo Morelli. I reggiani finiscono quinti, mentre in A vanno il Torino, il Lecco ed il Catania.

## Divise
| Prima divisa |

## Rosa
| N. |                   | Ruolo | Calciatore              |
| -- | ----------------- | ----- | ----------------------- |
|    | Italia (bandiera) | C     | Natale Andreotti        |
|    | Italia (bandiera) | D     | Francesco Arbizzi       |
|    | Italia (bandiera) | C     | Carlo Bacci             |
|    | Italia (bandiera) | P     | Giandomenico Baldisseri |
|    | Italia (bandiera) | C     | Luigi Bertoli           |
|    | Italia (bandiera) | C     | Fabio Bonini            |
|    | Italia (bandiera) | C     | Mario Boccalatte        |
|    | Italia (bandiera) | D     | Denis Brunazzi          |
|    | Italia (bandiera) | A     | Ilario Castagner        |
|    | Italia (bandiera) | C     | Aldo Catalani           |
|    | Italia (bandiera) | A     | Maurizio Cavazzoni      |
|    | Italia (bandiera) | C     | Tito Corsi              |
|    | Italia (bandiera) | C     | Gianni Corti            |

| N. |                   | Ruolo | Calciatore              |
| -- | ----------------- | ----- | ----------------------- |
|    | Italia (bandiera) | A     | Agostino De Nardi       |
|    | Italia (bandiera) | C     | Mario Deotto            |
|    | Italia (bandiera) | C     | Renzo Fantazzi          |
|    | Italia (bandiera) | P     | Giovanni Ferretti       |
|    | Italia (bandiera) | A     | Pier Leonardo Frambatti |
|    | Italia (bandiera) | C     | Alamanno Guercini       |
|    | Italia (bandiera) | D     | Luciano Nobili          |
|    | Italia (bandiera) | A     | Angelo Ogliari          |
|    | Italia (bandiera) | A     | Dimitri Pinti           |
|    | Italia (bandiera) | A     | Mario Pistacchi         |
|    | Italia (bandiera) | D     | Giorgio Ramusani        |
|    | Italia (bandiera) | D     | Enrico Spinosi          |
|    | Italia (bandiera) | A     | Mario Tribuzio          |

## Risultati

### Serie B

#### Girone di andata
| Arbitro: | Rastrelli (Firenze) |

|                   |           |           |
| Fiorindi 37’, 48’ | Marcatori | 73’ Pinti |

| Arbitro: | Di Tonno (Lecce) |

|                                               |           |                                             |
| Pistacchi 15’, 90’ Pinti 40’, 59’ Ogliari 87’ | Marcatori | 30’ Buratti 81’ Pennati 88’ (aut.) Ramusani |

| Arbitro: | Campanati (Milano) |

|                                           |           |                    |
| Pinti 18’, 76’ De Nardi 30’ Pistacchi 82’ | Marcatori | 66’ (rig.) Taccola |

| Arbitro: | Righetti (Torino) |

|  |           |              |
|  | Marcatori | 4’ Pistacchi |

| Arbitro: | De Robbio (Torre Annunziata) |

|                      |           |  |
| Pistacchi 18’ (rig.) | Marcatori |  |

| Arbitro: | De Marchi (Pordenone) |

|  |           |                                |
|  | Marcatori | 24’ Pinti 72’ (rig.) Pistacchi |

| Reggio Emilia 1º novembre 1959 7ª giornata | Reggiana        | 0 – 0 | Brescia | Stadio Mirabello\| Arbitro: \| Genel (Trieste) \| |
| Arbitro:                                   | Genel (Trieste) |       |         |                                                   |

| Arbitro: | Adami (Roma) |

|                     |           |                            |
| Macor 12’, 25’, 65’ | Marcatori | 34’ Tribuzio 64’ Pistacchi |

| Arbitro: | Cariani (Roma) |

|                           |           |              |
| Scroccaro 30’ Fanello 82’ | Marcatori | 75’ Catalani |

| Arbitro: | Ferrari (Milano) |

|             |           |                      |
| Bertoli 66’ | Marcatori | 71’ (aut.) Pistacchi |

| Arbitro: | Zaza (Molfetta) |

|                   |           |  |
| Calegari 12’, 61’ | Marcatori |  |

| Arbitro: | Samani (Trieste) |

|                                   |           |                        |
| Catalani 46’ Castagner 55’ (rig.) | Marcatori | 45’ Tomeazzi 74’ Lugli |

| Arbitro: | Cataldo (Reggio Calabria) |

|              |           |             |
| Pistacchi 7’ | Marcatori | 54’ Bagnoli |

| Arbitro: | Molinari (Genova) |

|                   |           |  |
| Scaccabarozzi 43’ | Marcatori |  |

| Arbitro: | Guidi (Brescia) |

|                           |           |  |
| Castagner 4’ Catalani 88’ | Marcatori |  |

| Arbitro: | Gazzano (Genova) |

|                                        |           |              |
| Gravina 20’ Fontanot 21’ Gilardoni 54’ | Marcatori | 82’ De Nardi |

| Arbitro: | Leita (Udine) |

|                         |           |              |
| Deotto 2’ Bacci 8’, 27’ | Marcatori | 30’ Melonari |

| Arbitro: | Parisi (Messina) |

|                                               |           |  |
| Gagliardi 22’ Mattavelli 46’ Carminati II 72’ | Marcatori |  |

| Arbitro: | Angonese (Mestre) |

|           |           |                                  |
| Bacci 69’ | Marcatori | 29’ Dell'Omodarme 88’ Campagnoli |

#### Girone di ritorno
| Arbitro: | Stanzione (Salerno) |

|                           |           |  |
| Catalani 13’ Tribuzio 69’ | Marcatori |  |

| San Benedetto del Tronto 15 febbraio 1960 21ª giornata | Sambenedettese            | 0 – 0 | Reggiana | Stadio Fratelli Ballarin\| Arbitro: \| Cataldo (Reggio Calabria) \| |
| Arbitro:                                               | Cataldo (Reggio Calabria) |       |          |                                                                     |

| Arbitro: | Righetti (Torino) |

|               |           |               |
| Del Negro 45’ | Marcatori | 88’ Pistacchi |

| Arbitro: | Francescon (Padova) |

|                            |           |              |
| Pinti 11’, 76’ Ogliari 38’ | Marcatori | 9’ Calzolari |

| Arbitro: | Stanzione (Salerno) |

|  |           |           |
|  | Marcatori | 29’ Pinti |

| Arbitro: | Rastrelli (Firenze) |

|                                |           |  |
| Pistacchi 50’ (rig.) Pinti 72’ | Marcatori |  |

| Arbitro: | Angonese (Mestre) |

|                       |           |                        |
| Randon 10’ Crippa 62’ | Marcatori | 9’ Deotto 45’ Tribuzio |

| Arbitro: | Leita (Udine) |

|           |           |                 |
| Pinti 60’ | Marcatori | 7’ Remo Morelli |

| Arbitro: | Di Tonno (Lecce) |

|              |           |  |
| Tribuzio 25’ | Marcatori |  |

| Arbitro: | Grignani (Milano) |

|                                   |           |                          |
| Virgili 48’ (rig.) 56’ Crippa 60’ | Marcatori | 53’ Ogliari 67’ Catalani |

| Reggio Emilia 17 aprile 1960 30ª giornata | Reggiana            | 0 – 0 | Venezia | Stadio Mirabello\| Arbitro: \| Rastrelli (Firenze) \| |
| Arbitro:                                  | Rastrelli (Firenze) |       |         |                                                       |

| Arbitro: | Babini (Ravenna) |

|                   |           |                 |
| Tomeazzi 14’, 55’ | Marcatori | 3’, 44’ Ogliari |

| Arbitro: | De Robbio (Torre Annunziata) |

|                                              |           |  |
| Maioli 30’ Baruffi 36’ Corso 61’ Tinazzi 86’ | Marcatori |  |

| Arbitro: | Annoscia (Bari) |

|                        |           |            |
| Pinti 86’ Tribuzio 89’ | Marcatori | 35’ Albini |

| Arbitro: | Gazzano (Genova) |

|                              |           |                        |
| Serradimigni 33’ Busetto 62’ | Marcatori | 13’ De Nardi 29’ Pinti |

| Arbitro: | Sbardella (Roma) |

|  |           |                      |
|  | Marcatori | 9’ Savioni 68’ Gotti |

| Arbitro: | Di Tonno (Lecce) |

|              |           |  |
| Melonari 33’ | Marcatori |  |

| Arbitro: | Annoscia (Bari) |

|            |           |  |
| Deotto 73’ | Marcatori |  |

| Arbitro: | Angonese (Mestre) |

|                                           |           |              |
| Fontana 48’ Stefanini I 51’ Governato 80’ | Marcatori | 21’ Catalani |

### Coppa Italia
| Arbitro: | Leita (Udine) |

|                               |           |                               |
| Oltramari 28’ Chiricallo 117’ | Marcatori | 5’ Ogliari 95’, 96’ Pistacchi |

| Arbitro: | Babini (Ravenna) |

|                       |           |                    |
| Pinti 28’ Ogliari 66’ | Marcatori | 81’ (rig.) Goldoni |

| Arbitro: | De Magistris (Torino) |

|                                               |           |                                |
| Corso 11’, 68’, 76’ Firmani 15’ Angelillo 26’ | Marcatori | 5’ (aut.) Fongaro 6’ Pistacchi |

## Statistiche

### Statistiche di squadra
| Competizione | Punti | In casa | In casa | In casa | In casa | In casa | In casa | In trasferta | In trasferta | In trasferta | In trasferta | In trasferta | In trasferta | Totale | Totale | Totale | Totale | Totale | Totale | DR |
| Competizione | Punti | G       | V       | N       | P       | Gf      | Gs      | G            | V            | N            | P            | Gf           | Gs           | G      | V      | N      | P      | Gf     | Gs     | DR |
| ------------ | ----- | ------- | ------- | ------- | ------- | ------- | ------- | ------------ | ------------ | ------------ | ------------ | ------------ | ------------ | ------ | ------ | ------ | ------ | ------ | ------ | -- |
| Serie B      | 39    | 19      | 11      | 6       | 2       | 32      | 16      | 19           | 3            | 5            | 11           | 19           | 34           | 38     | 14     | 11     | 13     | 51     | 50     | +1 |
| Coppa Italia |       | 1       | 1       | 0       | 0       | 2       | 1       | 2            | 1            | 0            | 1            | 5            | 7            | 3      | 2      | 0      | 1      | 8      | 9      | -1 |
| Totale       |       | 20      | 12      | 6       | 2       | 34      | 17      | 21           | 4            | 5            | 12           | 24           | 41           | 41     | 16     | 11     | 14     | 59     | 59     | 0  |

### Statistiche dei giocatori
| Giocatore     | Serie B  | Serie B | Coppa Italia | Coppa Italia | Totale   | Totale |
| Giocatore     | Presenze | Reti    | Presenze     | Reti         | Presenze | Reti   |
| ------------- | -------- | ------- | ------------ | ------------ | -------- | ------ |
| N. Andreotti  | 1        | 0       | -            | -            | 1        | 0      |
| F. Arbizzi    | 3        | 0       | -            | -            | 3        | 0      |
| C. Bacci      | 8        | 3       | 2            | 0            | 10       | 3      |
| G. Baldisseri | 35       | -43     | 2            | -3           | 37       | -46    |
| L. Bertoli    | 20       | 1       | -            | -            | 20       | 1      |
| M. Boccalatte | 26       | 0       | 2            | 0            | 28       | 0      |
| F. Bonini     | 13       | 0       | 3            | 0            | 16       | 0      |
| D. Brunazzi   | 19       | 0       | 1            | 0            | 20       | 0      |
| I. Castagner  | 9        | 2       | -            | -            | 9        | 2      |
| A. Catalani   | 26       | 6       | 1            | 0            | 27       | 6      |
| M. Cavazzoni  | 12       | 0       | -            | -            | 12       | 0      |
| T. Corsi      | 31       | 0       | 2            | 0            | 33       | 0      |
| G. Corti      | 3        | 0       | -            | -            | 3        | 0      |
| A. De Nardi   | 11       | 3       | 1            | 0            | 12       | 3      |
| M. Deotto     | 25       | 3       | 2            | 0            | 27       | 3      |
| R. Fantazzi   | 1        | 0       | -            | -            | 1        | 0      |
| G. Ferretti   | 3        | -7      | 1            | -5           | 4        | -12    |
| P. Frambatti  | 2        | 0       | -            | -            | 2        | 0      |
| A. Guercini   | 3        | 0       | 1            | 0            | 4        | 0      |
| L. Nobili     | 14       | 0       | 1            | 0            | 15       | 0      |
| A. Ogliari    | 20       | 5       | 2            | 2            | 22       | 7      |
| D. Pinti      | 22       | 13      | 2            | 1            | 24       | 14     |
| M. Pistacchi  | 25       | 10      | 3            | 3            | 28       | 13     |
| G. Ramusani   | 29       | 0       | 3            | 0            | 32       | 0      |
| E. Spinosi    | 28       | 0       | 3            | 0            | 31       | 0      |
| M. Tribuzio   | 30       | 5       | 3            | 0            | 33       | 5      |